# Stefan Belz
Stefan Belz (* 23. Juni 1980 in Böblingen) ist ein deutscher Kommunalpolitiker. Seit April 2018 ist er Oberbürgermeister von Böblingen.

## Leben
Belz wuchs in Sindelfingen auf, legte das Abitur am Stiftsgymnasium in Sindelfingen ab und zog in der Zeit danach wieder nach Böblingen zurück. Mit dem Studium der Luft- und Raumfahrttechnik an der Universität Stuttgart von 2000 bis 2006 schlug Belz zunächst eine akademische Laufbahn ein und schloss das Studium als Diplom-Ingenieur ab. Er promovierte 2012 am Institut für Raumfahrtsysteme und war dort als wissenschaftlicher Mitarbeiter angestellt.
Belz engagiert sich seit seiner Jugend sportlich und musikalisch im Ehrenamt. Er lebt mit seinem Ehepartner in Böblingen.

## Politik
Im Jahr 2011 trat Belz der Partei Bündnis 90/Die Grünen bei. Von 2012 bis 2014 war er Sprecher des Ortsverbandes Böblingen/Schönbuch, danach Beisitzer des Vorstands. Bei der Kommunalwahl 2014 zog Belz für die Fraktion seiner Partei in den Gemeinderat Böblingen ein und wurde zum Fraktionsgeschäftsführer gewählt.
Im Jahr 2016 kandidierte Belz als Ersatzkandidat zusammen mit Erstkandidatin Thekla Walker im Wahlkreis Böblingen für Bündnis 90/Die Grünen zur Landtagswahl in Baden-Württemberg.
Im Oktober 2017 gab Belz bekannt, für die Wahl zum Amt des Oberbürgermeisters in Böblingen im folgenden Jahr zu kandidieren. Bei der Wahl setzte er sich im ersten Wahlgang mit einem Stimmenanteil von 51,3 % gegen den Amtsinhaber Wolfgang Lützner (CDU) durch.
Belz trat sein Amt im April 2018 an.